# Charles-Henri Sanson
Charles-Henri Sanson (París, 15 de febrer de 1739 - 4 de juliol de 1806) fou el reial botxí de França durant el regnat del rei Lluís XVI i alt botxí de la Primera República Francesa. Sanson administrà la pena capital a la ciutat de París durant més de quaranta anys, i per la seva pròpia mà executà uns tres milers de persones, entre elles el mateix rei.

## Nissaga de botxins
Charles-Henri Sanson va ser el quart d'una nissaga familiar de botxins oficials. El seu besavi, Charles Sanson (1658-1695), un soldat de l'exèrcit francès, va ser designat com a botxí de París en 1684, durant el regnat de Lluís XIV, sent reemplaçat pel seu fill Charles (1681-1726) després de la seva mort. Quan aquest últim va morir, una regència va ser establerta fins que el seu fill petit, Charles-Jean-Baptiste Sanson (1719-1778), va aconseguir la maduresa. Charles-Henry, el més gran dels deu fills de Charles-Jean-Baptiste, va aprendre l'ofici i va treballar amb ell durant vint anys i, després de la mort del seu pare, va prestar jurament al càrrec el 26 de desembre 1778. A Charles-Henry el succeí el seu fill Henry Sanson (1767-1840).

## Executor de Lluís XVI
Cèlebre per haver estat l'encarregat d'executar a Lluís XVI (21 de gener de 1793). Les funcions d'executor de la justícia eren hereditàries en la seva família des de 1688, i Charles les començà a exercitar a primers d'agost de 1778 com a successor del seu pare Charles-Jean-Baptiste.
A Charles-Henry se li deu una relació que sembla absolutament verídica vers l'execució de Lluís XVI. La va escriure per rectificar una altra que havia publicat Dulaure en el Thermométre Politique del 13 d'abril de 1793. El mateix diari inserí la rectificació de Sanson, amb data del 21 del mateix mes, l'original del qual es guarda en la Biblioteca Nacional.
En morir llegà en el seu testament un forta suma perquè es resés una missa en sufragi de l'ànima de Lluís XVI el 21 de gener de cada any, devent ser l'oficiant el rector de l'església de Sant Llorenç de París. Aquesta cerimònia es portà a terme fins a l'any 1840, data en què morí Henry, fill i successor del botxí.
Existeixen unes Mémoires pour servir à l'histoire de la Révolution, par Sanson, exécuteur des jugements criminels pendant la Rèvolution, que no estan escrites per Sanson ni pel seu fill, malgrat el que es diu en el títol.